# Zygogramma continua
Zygogramma continua är en skalbaggsart som först beskrevs av J. L. Leconte 1868.  Zygogramma continua ingår i släktet Zygogramma och familjen bladbaggar. Inga underarter finns listade i Catalogue of Life.